# Giro di Romagna 1993
Il Giro di Romagna 1993, sessantottesima edizione della corsa, si svolse il 12 settembre 1993 su un percorso di 199 km. La vittoria fu appannaggio dello svizzero Pascal Richard, che completò il percorso in 5h22'00", precedendo gli italiani Marco Saligari e Giorgio Furlan.

## Ordine d'arrivo (Top 10)
| Pos. | Corridore            | Squadra                   | Tempo    |
| ---- | -------------------- | ------------------------- | -------- |
| 1    | Pascal Richard       | Ariostea                  | 5h22'00" |
| 2    | Marco Saligari       | Ariostea                  | a 4"     |
| 3    | Giorgio Furlan       | Ariostea                  | s.t.     |
| 4    | Dmitrij Konyšev      | Jolly Componibili-Club 88 | s.t.     |
| 5    | Roberto Pagnin       | Navigare-Blue Storm       | s.t.     |
| 6    | Alberto Elli         | Ariostea                  | s.t.     |
| 7    | Francesco Casagrande | Mercatone Uno-Medeghini   | s.t.     |
| 8    | Roberto Caruso       | ZG Mobili-Bottecchia      | s.t.     |
| 9    | Giuseppe Calcaterra  | Amore & Vita-Galatron     | s.t.     |
| 10   | Davide Rebellin      | GB-MG Boys Maglificio     | s.t.     |